# Horror vacui (natuurkunde)
Horror vacui is Latijn voor de vrees voor het lege (het vacuüm).
In de natuurkunde van de Oudheid en de Middeleeuwen werd de term gebruikt voor het verschijnsel dat de natuur de leegte schijnt te verafschuwen: op een plekje onbedekte grond zullen al gauw planten verschijnen en een leeggezogen vat vult zich onmiddellijk weer met lucht. Deze hypothese gaat terug op Aristoteles. Dat het vacuüm wel degelijk bestaat, werd bewezen door een beroemd experiment van Evangelista Torricelli, uitgevoerd in Florence in 1644.
In de kwantummechanica is echter gebleken dat in een vacuüm constant deeltjes gecreëerd worden en weer vervallen, zodat zelfs daar een volledig vacuüm niet bestaat.